# Africo
Africo est une commune italienne de la province de Reggio de Calabre, dans la région Calabre.

## Histoire
Africo a été, après différents tremblements de terre, un des villages les plus pauvres d'Italie. Voir l'article anglophone.

## Culture
- Gioacchino Criaco, La Maligredi (2018), roman centré sur Africo.

## Administration
| Période                                  | Période | Identité | Étiquette | Qualité |
| ---------------------------------------- | ------- | -------- | --------- | ------- |
|                                          |         |          |           |         |
| Les données manquantes sont à compléter. |         |          |           |         |

### Communes limitrophes
Bianco, Bova, Bruzzano Zeffirio, Cosoleto, Roghudi, Samo, Sant'Agata del Bianco, Staiti.